# Comuna Dăești, Vâlcea
Dăești este o comună în județul Vâlcea, Muntenia, România, formată din satele Băbuești, Dăești (reședința), Fedeleșoiu și Sânbotin.

## Demografie
Componența etnică a comunei Dăești
     Români (88,27%)
     Romi (4,28%)
     Alte etnii (7,45%)
Componența confesională a comunei Dăești
     Ortodocși (91,84%)
     Alte religii (0,3%)
     Necunoscută (7,86%)
Conform recensământului efectuat în 2021, populația comunei Dăești se ridică la 2.966 de locuitori, în creștere față de recensământul anterior din 2011, când fuseseră înregistrați 2.899 de locuitori. Majoritatea locuitorilor sunt români (88,27%), cu o minoritate de romi (4,28%). Din punct de vedere confesional, majoritatea locuitorilor sunt ortodocși (91,84%), iar pentru 7,86% nu se cunoaște apartenența confesională.

## Politică și administrație
Comuna Dăești este administrată de un primar și un consiliu local compus din 13 consilieri. Primarul, Gheorghe Valerian Popolan[*], de la Partidul Național Liberal, este în funcție din 2012. Începând cu alegerile locale din 2024, consiliul local are următoarea componență pe partide politice:
|  | Partid                          | Consilieri | Componența Consiliului | Componența Consiliului | Componența Consiliului | Componența Consiliului | Componența Consiliului | Componența Consiliului | Componența Consiliului | Componența Consiliului | Componența Consiliului |
|  | ------------------------------- | ---------- | ---------------------- | ---------------------- | ---------------------- | ---------------------- | ---------------------- | ---------------------- | ---------------------- | ---------------------- | ---------------------- |
|  | Partidul Național Liberal       | 9          |                        |                        |                        |                        |                        |                        |                        |                        |                        |
|  | Partidul Social Democrat        | 3          |                        |                        |                        |                        |                        |                        |                        |                        |                        |
|  | Alianța pentru Unirea Românilor | 1          |                        |                        |                        |                        |                        |                        |                        |                        |                        |

## Personalități
- Mircea D. Moțoc (1916 - 2006), inginer agronom, membru titular al Academiei Române.